# Ulica Mlądzka w Warszawie
Ulica Mlądzka – ulica w warszawskiej dzielnicy Pradze-Południe.

## Historia

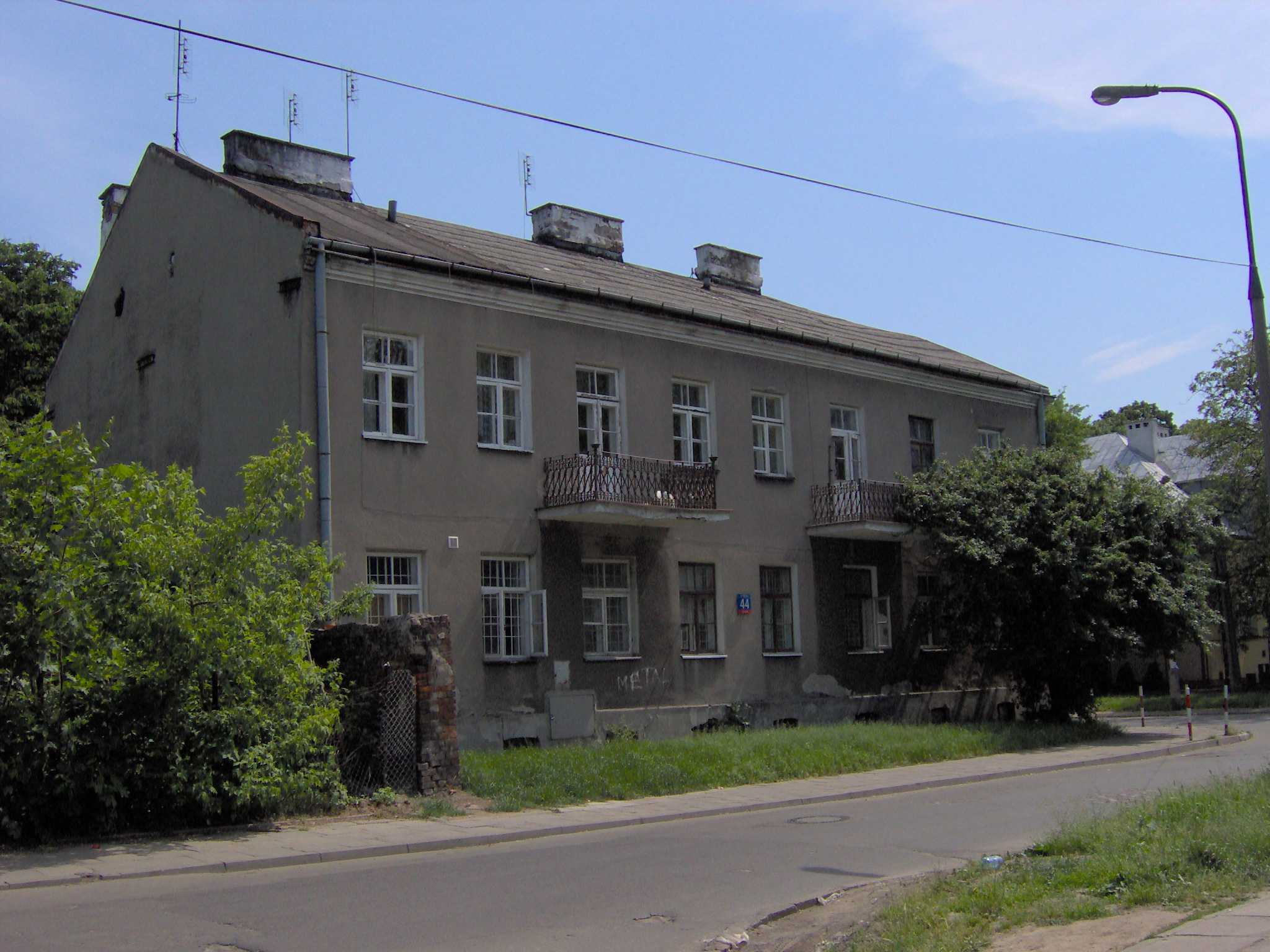
Kamienica Justyny Kutrzyk – jeden z najstarszych domów przy ulicy

Ulica została wytyczona została na miejscu dawnej miedzy podczas parcelacji dóbr wiejskich włączonych do Warszawy w 1916 roku. Pierwotnie nosiła nazwę Mląckiej. Nazwa pochodzi od dawnej podwarszawskiej wsi Mlądz (obecnie część Otwocka).
Pierwszymi mieszkańcami była ludność napływowa spod Warszawy, a także rzemieślnicy, oficjaliści i kupcy z innych dzielnic miasta, zachęceni niską ceną gruntów i atrakcyjnymi warunkami kredytów. Pierwszymi trwałymi domami, które pojawiły się przy ulicy, były m.in. dom kupca Romualda Piekarskiego pod nr 14 oraz kamienica Justyny Kutrzyk pod nr 44.
Jednymi z pierwszych, a zarazem najwybitniejszych mieszkańców ulicy byli bracia Kamińscy – producenci organów. Zygmunt Kamiński posiadał pod numerem 15 odlewnię piszczałek metalowych. Miejsce na swój zakład wybrał ze względu na brak budynków wokół, dla mieszkańców których produkcja mogłaby być uciążliwa. Drugi brat, mieszkający pod numerem 44, zajmował się przygotowywaniem części drewnianych organów, kompletowanych z udziałem snycerzy, rzeźbiarzy i zdobników.
Bracia Kamińscy wykonywali organy przede wszystkim dla mniejszych kościołów. Mieli duży wkład w naprawę uszkodzonych instrumentów i zastępowanie ich nowymi w trakcie II wojny światowej i w okresie powojennym.
W latach 2001–2002, na rogu ulic Mlądzkiej i Sulejkowskiej, na terenie odzyskanym przez spadkobierców rodziny Zajdlów, zbudowano zespół budynków mieszkalnych pod nazwą osiedle Sulejkowska. Leżący przy ul. Mlądzkiej niewielki skwer, tzw. park Zajdla, został również odzyskany przez spadkobierców.